# Awesome Arnold
Awesome Arnold ist eine Folk-Rock-Band aus Winterthur (Schweiz).

## Geschichte
Awesome Arnold formierte sich 2013 aus Pascal "Froggy" Hervouet des Forges (Leadgesang, Gitarre) und Giuseppe Campailla (Gitarre) in Winterthur. Die einzelnen Bandmitglieder kennen sich hauptsächlich aus früheren musikalischen Projekten.
Nach dem Schweizer Sieg am Emergenza-Bandcontest 2013 (der zur Teilnahme am sogenannten „Weltfinale“ im Rahmen des Taubertal-Festivals 2013 führte) und diversen Auftritten, veröffentlichte Awesome Arnold 2014 die EP Here Are We Now. Das Debütalbum Modern Lows erschien im Oktober 2017 über iGroove und platzierte sich für eine Woche in der Schweizer Hitparade.

## Diskografie

### Alben
- Modern Lows (Oktober 2017)

### EPs
- Here Are We Now (2014)